# نماز عشا

نماز عشا یا نماز خفتن پنجمین نماز (بر اساس زمان به جا آوردن) از پنج نماز یومیه مسلمانان است. این نماز چهار رکعت است. در علل الشرایع، شیخ صدوق دلیل واجب شدن نماز عشاء را روشنی و راحتی قبر امت پیامبر اسلام گزارش می‌کند.

## وقت نماز عشاء
وقت نماز عشاء بر مبنای مذهب شیعه، پس از نماز مغرب گزارش شده‌است بر این اساس وقت خواندن نماز عشاء، زمانی است که به اندازه خواندن سه رکعت از وقت نماز مغرب گذشته باشد. و زمان خواندن نماز مغرب، موقعى است كه سرخى طرف مشرق كه بعد از غروب آفتاب پيدا مى‌شود، از بين برود.